# Discestra treitschkii
Discestra treitschkii är en fjärilsart som beskrevs av Jean Baptiste Boisduval 1827. Discestra treitschkii ingår i släktet Discestra och familjen nattflyn. Inga underarter finns listade i Catalogue of Life.